# Akihito futuna
Akihito futuna (лат.) — вид лучепёрых рыб из семейства Oxudercidae. Эндемик острова Футуна.

## Распространение и местообитание
Akihito futuna — вид эндемичный для острова Футуна в Тихом океане. Встречается в пресной воде в реке на острове.

## Описание
Максимальная длина тела самцов 6 см, а самок — 2,9 см. Спинной плавник Akihito futuna имеет 7 спинных шипов и 9-10 спинных мягких лучей. Анальный плавник состоит из 1 шипа и 9-10 мягких анальных лучей. У самок 4-7 близко расположенных, слегка гибких трёхстворчатых предчелюстных зуба и 2-4 клыковидных зуба на концах предчелюстной кости. У взрослых самцов 4-7 фиксированных предчелюстных зубов, отогнутых от конуса до клыков. У самок 19-20 чешуек по боковой средней линии; маленький язык, округлый и в основном свободный от дна рта спереди.

## Биология
Встречается в быстрых прозрачных ручьях с каменистым дном; описанный экземпляр был собран на высоте 147 м над уровнем моря. Обитает в открытой воде и не всегда на дне реки. Хотя пищевые привычки не изучались, несколько исследованных особей, по-видимому, питаются водными насекомыми и ракообразными.

## Охранный статус
С 2011 года Akihito futuna был классифицирован МСОП как находящийся под угрозой исчезновения вид, а его ареал известен только в реке протяженностью 5 км на территории обитания 12 км². Помимо этой очень ограниченной территории, одной из угроз является изменение среды обитания в результате выращивания таро и строительства плотин.

## Таксономия
Вид был впервые описан в 2008 году. Назван по месту обнаружения (острова Футуна), а род назван в честь японского императора Акихито, известного своим интересом к ихтиологии и автора нескольких десятков научных публикаций.